# Demolition (musikalbum av Judas Priest)
Demolition är Judas Priests fjortonde studioalbum, utgivet den 16 juli 2001. Albumet utgavs på LP, CD och kassett.

## Låtförteckning
| Nr           | Titel           | Kompositör                | Längd |
| ------------ | --------------- | ------------------------- | ----- |
| 1.           | Machine Man     | Glenn Tipton              | 5:35  |
| 2.           | One on One      | K.K. Downing, Tipton      | 6:44  |
| 3.           | Hell Is Home    | Downing, Tipton           | 6:18  |
| 4.           | Jekyll and Hyde | Tipton                    | 3:19  |
| 5.           | Close to You    | Downing, Tipton           | 4:28  |
| 6.           | Devil Digger    | Tipton                    | 4:45  |
| 7.           | Bloodsuckers    | Downing, Tipton           | 6:18  |
| 8.           | In Between      | Tipton                    | 5:41  |
| 9.           | Feed on Me      | Tipton                    | 5:28  |
| 10.          | Subterfuge      | Tipton, Chris Tsangarides | 5:12  |
| 11.          | Lost and Found  | Downing, Tipton           | 4:57  |
| 12.          | Cyberface       | Tipton, Scott Travis      | 6:45  |
| 13.          | Metal Messiah   | Tipton, Tsangarides       | 5:14  |
| Total längd: | Total längd:    | Total längd:              | 70:44 |

## Medverkande
Judas Priest
- Tim "Ripper" Owens – sång
- K.K. Downing – gitarr
- Glenn Tipton – gitarr
- Ian Hill – basgitarr
- Scott Travis – trummor

Övriga musiker
- Don Airey – keyboards